# レット・ミー・ビー・ゼア (アルバム)
『レット・ミー・ビー・ゼア』 (Let Me Be There) は、オリビア・ニュートン＝ジョンの初期のアルバム。発売された国、発売元、発売時期が異なる複数のバージョンがあり、タイトル曲である「レット・ミー・ビー・ゼア」が収録されていることは共通するものの、それぞれ内容は異なっている。
プロデューサーは、 米国盤では、ブルース・ウェルチ、ジョン・ファーラー、アラン・ホークショーとされている。

## 収録曲

### 英国盤『Music Makes My Day』
イギリスでは、1973年に『ミュージック・メイクス・マイ・デイ (Music Makes My Day)』というタイトルのアルバムが、パイ・インターナショナルから発売され、以下の楽曲が収録された。「レット・ミー・ビー・ゼア」はオリビア・ニュートン＝ジョンのために書かれた曲であり、「ローズウォーターの家」は彼女の自作曲であるが、その他はいずれもカバー曲である。
1. カントリー・ロード (Take Me Home, Country Roads)（ビル・ダノフ（英語版）、（タフィー・ナイバート（英語版））
2. アムルーズ（恋人） (Amoureuse)（ヴェロニク・サンソン（フランス語版）、ゲイリー・オズボーン（英語版）)
3. ブラザリー・ラヴ (Brotherly Love)（ジョン・ファーラー）
4. 恋の痛手 (Heartbreaker)（ラス・バラード）
5. ローズウォーターの家 (Rosewater)（オリビア・ニュートン＝ジョン）
6. 恋のゲーム (You Ain't Got The Right)（デニス・ロコリエル（英語版）、レイ・ソーヤー（英語版）、ロン・ハフキン（英語版））
7. フィーリング・ベスト (Feeling Best)（グレン・ショロック（英語版）
8. 片想い (Being On The Losing End)（カール・グロスマン (Carl Groszmann)、グリン・ジョーンズ (Glynne Jones)）
9. レット・ミー・ビー・ゼア（ジョン・ロスティル）
10. ミュージック・メイクス・マイ・デイ (Music Makes My Day)（ジョン・ファーラー）
11. リーヴィング (Leaving)（フレット (Flett)、ガイ・フレッチャー（英語版））
12. 貴方と二人なら (If We Try)（ドン・マクリーン）

### 米国盤『Let Me Be There』
アメリカ合衆国やカナダでは、上記の英国盤と同じ1973年に、『Let Me Be There』と題したアルバムがMCAレコードからリリースされた。しかし、ジャケットは、1972年の英国盤アルバム『オリビア (Olivia)』のアートワークを流用しており、同名の他のアルバムとは異なっている。内容は、この時点で米国未発表だったアルバム『If Not for You』、『オリビア』と、上記の英国盤『Music Makes My Day』からの編集盤となっている。
1. レット・ミー・ビー・ゼア（ポップ・チャート最高6位、カントリー最高7位、アダルトコンテンポラリー (AC) 最高3位）
2. ミー・アンド・ボビー・マギー (Me and Bobby McGee)（アルバム『If Not For You』から）
3. バンクス・オブ・ザ・オハイオ (Banks of the Ohio)（ポップ94位、AC34位：アルバム『If Not For You』から）
4. ラヴ・ソング (Love Song)（アルバム『If Not For You』から）
5. イフ・ノット・フォー・ユー (If Not for You)（ポップ25位、AC首位：アルバム『If Not For You』から）
6. カントリー・ロード (Take Me Home, Country Roads)（ポップ119位）
7. 朝焼けの天使 (Angel of the Morning)（アルバム『オリビア』から）
8. 心に秘めた想い (If You Could Read My Mind)（アルバム『If Not For You』から）
9. ひとりぼっちの夜 (Help Me Make It Through the Night)（アルバム『If Not For You』から）
10. 恋の気分 (Just a Little Too Much)（アルバム『オリビア』から）

### オーストラリア盤『Let Me Be There』
1974年に、オーストラリアのフェスティバル・レコードから、上記の英国盤『Music Makes My Day』と同じ内容、同様のジャケットのアルバムが、タイトルを『Let Me Be There』に変更してリリースされた。
以上の、英国盤『Music Makes My Day』/オーストラリア盤『Let Me Be There』と、米国盤『Let Me Be There』を比べると、収録曲は「レット・ミー・ビー・ゼア」と「カントリー・ロード」の2曲しか共通していない。

### 日本盤『レット・ミー・ビー・ゼア』
日本では、1971年にアルバム『イフ・ノット・フォー・ユー/オリヴィア・ニュートン＝ジョン・デビュー』がポリドールからリリースされた後、アルバムの日本盤発売は見送られていた。その後、レーベルが東芝EMIに移り、1974年に新譜のアルバム『とこしえの愛 (Long Live Love)』の日本盤が出たのに次いで、それまでの4枚のアルバム（パイ・インターナショナルの『Olivia Newton-John』『Olivia』『Music Makes My Day』と、MCAの『If You Love Me, Let Me Know』）から編集した「ベスト・アルバム」として『レット・ミー・ビー・ゼア』が発表された。このため、アルバム名は米国盤/オーストラリア盤、ジャケットは英国盤/オーストラリア盤と共通しているが、収録曲は英国盤/オーストラリア盤の『First Impressions』と共通している。
1. イフ・ノット・フォー・ユー（アルバム『オリビア・ニュートン・ジョン』から）
2. バンクス・オブ・ザ・オハイオ（アルバム『オリビア・ニュートン・ジョン』から）
3. ラヴ・ソング (Love Song)（アルバム『オリビア・ニュートン・ジョン』から）
4. ウィンターウッド (Winterwood)（アルバム『オリビア』から）
5. 涙の想い出 (Everything I Own)（アルバム『オリビア』から）
6. ワット・イズ・ライフ（美しき人生） (What Is Life)（アルバム『オリビア』から）
7. カントリー・ロード (Take Me Home, Country Roads)（アルバム『ミュージック・メイク・マイ・デイ』から）
8. アムルーズ（恋人） (Amoureuse)（アルバム『ミュージック・メイク・マイ・デイ』から）
9. レット・ミー・ビー・ゼア（アルバム『ミュージック・メイク・マイ・デイ』から）
10. チェンジ (Change)（アルバム『イフ・ユー・ラヴ・ミー、レット・ミー・ノウ』から）
11. ミュージック・メイクス・マイ・デイ (Music Makes My Day)（アルバム『ミュージック・メイク・マイ・デイ』から）
12. 愛しい貴方 (If You Love Me (Let Me Know))（アルバム『イフ・ユー・ラヴ・ミー、レット・ミー・ノウ』から）

### 英国盤・オーストラリア盤『First Impressions』
イギリス及びオーストラリアでは、上記の日本盤と同年に、同じ内容で、アルバムのタイトルやジャケットなどが異なる編集版『First Impressions』が、EMI及びFestival Recordsから発売された。オーストラリアではこの盤が『グレイテスト・ヒッツVol.1』とカウントされて、のちに発売された『詩小説』は『Olivia Newton-John's Greatest Hits Vol. 2』とされた。

## 反響
このアルバムは、オリビア・ニュートン＝ジョンにグラミー賞最優秀女性カントリー・ヴォーカル・パフォーマンス賞をもたらしたタイトル曲「レット・ミー・ビー・ゼア」の成功に便乗することを狙って発売された。「レット・ミー・ビー・ゼア」は、イングランドでは商業的に失敗であったが、オリビア・ニュートン＝ジョンにとって最初の米国におけるトップ10入りヒットとなり、北アメリカにおける彼女の歌手活動を大きく加速させることに成功した。なお、彼女はこの曲より以前にも、「イフ・ノット・フォー・ユー」が『ビルボード』誌でトップ40入りを果たしていた。
このアルバム（米国盤）は、1974年にゴールドディスクに認定され、ポップ・アルバムのチャートでは最高54位となり、カントリー・アルバムのチャートでは2週にわたって首位に立った。